# Олбани (река)

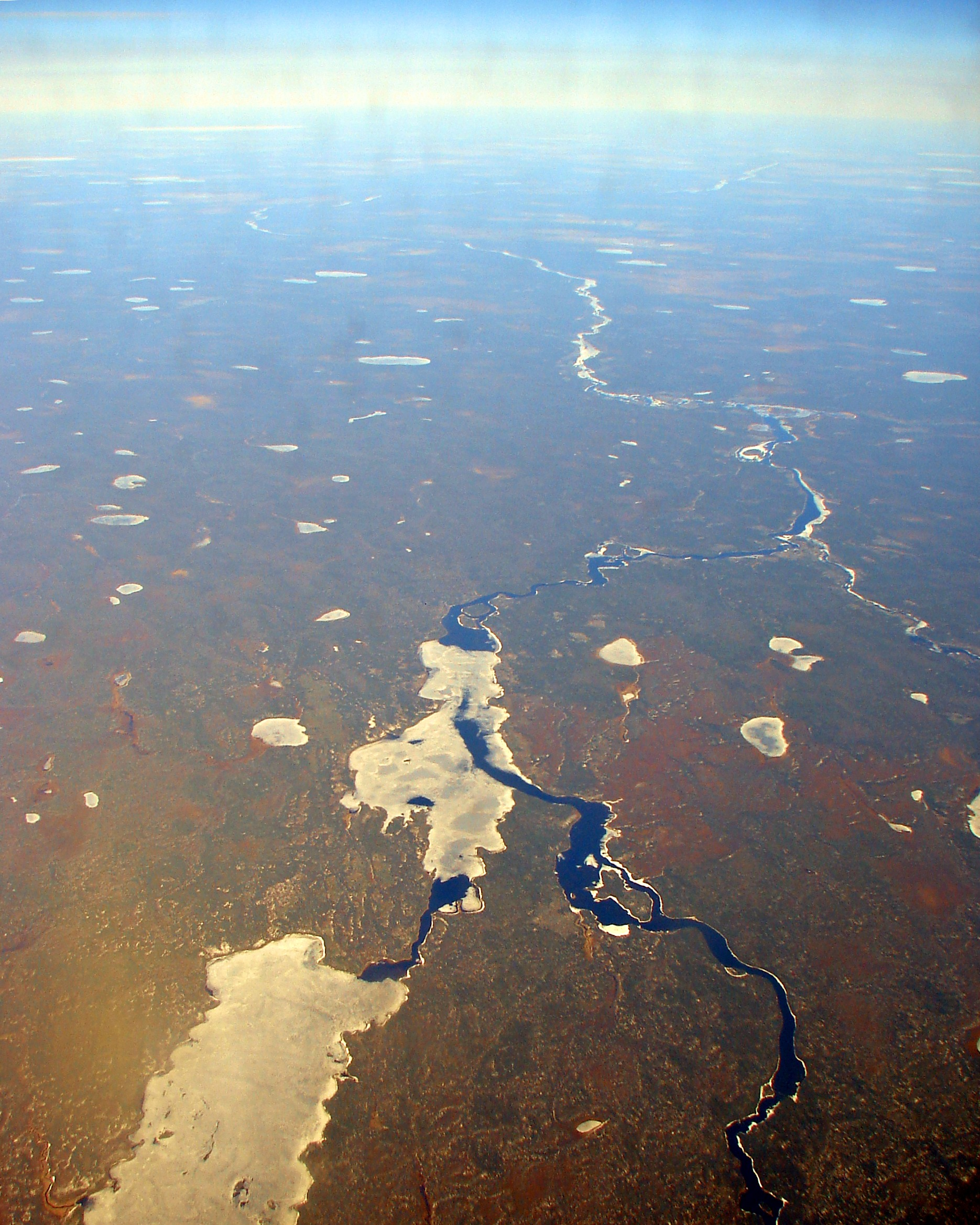

О́лбани (англ. Albany River) — река на северо-западе провинции Онтарио (Канада).
Вторая по величине река Онтарио. Берёт своё начало в озере Кат в Онтарио. Течёт на восток через озёра Капикик (Kapikik Lake), Зайонз, Фоусетт (Fawcett lake), Бамаджи, Сент-Джозеф, Миминиска, Макокибатан (Makokibatan Lake) в залив Джеймс. В верхнем течении изобилует озёрами и порогами, в нижнем течении образует эстуарий, на берегах которого находятся посёлки Форт-Олбани и Кашечеван. У истока реки, на берегу озера Кат, находится посёлок Кат-Лейк. Длина реки составляет 982 км, а площадь бассейна равна 135 200 км². Крупнейший приток — река Кеногами длиной 320 км. Сток реки Огоки, бывшего крупного притока, перенаправлен в озеро Нипигон для увеличения выработки электроэнергии гидроэлектростанцией на одноимённой реке.
Река названа в честь короля Англии Якова II, который носил также шотландский титул герцог Олбани.